# Foederaten
Als Foederaten (lat. Singular foederatus, Plural foederati) bezeichneten die Römer grundsätzlich jede Gruppe von Nichtrömern, mit denen ein Vertrag (foedus) auf staatlicher Ebene geschlossen worden war. In der Forschung wird die Bezeichnung zumeist in Bezug auf die Spätantike (4. bis 6. Jahrhundert n. Chr.) verwendet und bezeichnet dort „barbarische“ Kontingente, also nichtrömische Krieger, die unter eigenen Anführern für die Römer kämpften und als Gegenleistung Versorgungsgüter sowie oft auch Land im Imperium Romanum zugewiesen bekamen. Der Charakter der Ansiedlung und die Rolle, die diese foederati beim Untergang des Weströmischen Reiches spielten, sind in der Forschung umstritten.

## Ursprünge in der Republik
Ein foedus war ein Vertrag zwischen Römern und Nichtrömern und konnte unterschiedliche Inhalte haben. Als foederatus galt im Römischen Reich prinzipiell jedes Gemeinwesen, das keine römische Kolonie war und dem auch kein römisches oder latinisches Bürgerrecht bewilligt worden war (civitas), mit dem Rom aber durch die Form eines zwischenstaatlichen Vertrags (foedus) verbunden war, der in der Regel dem Römischen Reich ein Kontingent von Kriegern zusagte, falls Bedarf bestand. Die Latiner wurden dabei als Blutsverwandte betrachtet, die übrigen als Verbündete (socii).
Aus den unterschiedlichen vertraglichen Verpflichtungen resultierten Reibungen, die kaum einen entsprechenden Nutzen für die romanitas brachten. Das führte schließlich zum Krieg zwischen den Römern und einer kleinen Gruppe enger Verbündeter auf der einen Seite, und den unzufriedenen socii auf der anderen. Ein Gesetz aus dem Jahr 90 v. Chr. (lex Iulia) bot den verbündeten Staaten das römische Bürgerrecht an, sofern sie die Vertragsbedingungen akzeptierten. Nicht alle Städte (zum Beispiel Heraclea und Neapel) waren bereit, sich in der römischen res publica absorbieren zu lassen. Doch spätestens seit Caesar waren praktisch alle freien Einwohner Italiens römische Bürger.
Andere foederati siedelten außerhalb Italiens: Gades (Cádiz) in Hispanien oder Massilia (Marseille) in Gallien. Spätestens mit der Verleihung des römischen Bürgerrechts an fast alle freien Reichsbewohner durch die Constitutio Antoniniana im Jahre 212 n. Chr., wahrscheinlich aber schon früher, verlor die Kategorie der foederati zunächst ihre Bedeutung und geriet offenbar für längere Zeit gänzlich außer Gebrauch.

## Spätantike
Erst seit dem späten 4. Jahrhundert n. Chr. erscheinen wieder foederati in den römischen Quellen. In der Spätantike und speziell hinsichtlich der sogenannten Völkerwanderung wurde der Begriff dabei vornehmlich im Zusammenhang der römischen Praxis angewandt, foedera mit den Anführern barbarischer Gruppen zu schließen – zum Beispiel mit Franken, Sachsen, Vandalen, Alanen und vor allem Westgoten –, die im Austausch für Geld, Nahrungsmittel oder Land (letzteres ist in der Forschung umstritten) für die Römer kämpften, ohne formal in das kaiserliche Heer integriert zu sein. Im Grunde handelte es sich also um reichsfremde Söldnertruppen. Obwohl es Vorläufer gab, wurde dieser Typus von foederati vor allem ab dem letzten Viertel des 4. Jahrhunderts typisch. Die Bedingungen der jeweiligen foedera konnten dabei sehr verschieden sein und waren Verhandlungssache.
Im Jahr 376 suchte ein großer gotischer Verband mitsamt Frauen und Kindern bei Kaiser Valens um die Erlaubnis nach, am römischen Südufer der Donau siedeln zu dürfen, und wurde ins Reich aufgenommen. Ob es sich hierbei um ein „Volk“ (wie man früher allgemein annahm) oder um eine Kriegergruppe mit Tross handelte, ist umstritten. Zwei Jahre später jedenfalls erhoben sich die Westgoten (oder Visigoten), die sich betrogen fühlten, und schlugen die Römer in der blutigen Schlacht von Adrianopel. Dieser Verlust an regulären Soldaten, der durch Rekrutierungen kurzfristig nicht wettgemacht werden konnte, zwang das Römische Reich gleichzeitig dazu, sich stärker auf foederati zu stützen. Kaiser Theodosius I. schloss im Oktober 382 daher vielleicht ein foedus mit den Westgoten. Dieser Gotenvertrag, dessen genaue Bestimmungen, falls es ihn gab, unklar sind, sah mutmaßlich die Ansiedlung der Goten in Thrakien vor; das Territorium blieb aber römisch. Die Goten, die sich den Römern zuvor unterworfen hatten, sollten den Kaiser wohl als Oberherrn anerkennen, jedoch autonom bleiben und keine römischen Bürger werden; sie mussten im Kriegsfall dem Kaiser unter eigenen Anführern dienen, jedoch unter römischem Oberbefehl stehen und für ihren Militärdienst eine relativ hohe annona erhalten. Nach Ansicht von Forschern wie Ralf Scharf kam es jedoch 382 nicht zu einem foedus mit den Westgoten, da diese sich zuvor unterworfen hatten und Rom mit solchen dediticii keine foedera schloss; Scharf und einige andere gehen davon aus, dass die ersten spätantiken foederati Goten und Hunnen gewesen seien, die 394 von Theodosius I. als Söldner angeworben wurden. Dieser Position ist allerdings von Forschern wie Avshalom Laniado widersprochen worden.
Wie dem auch sei: Das Hauptinteresse der Foederaten war es, vom römischen Staat Anspruch auf regelmäßige Versorgung (annona militaris) zu erwerben. Anfangs hatte diese die Form von Nahrungsmitteln, später auch von Geld, und die foederati hatten sich vor Vertragsabschluss vermutlich dem Kaiser zu unterwerfen. Sie waren aus römischer Sicht dabei vor allem deshalb so attraktiv, weil sie hohe Kampfkraft mit geringen Kosten verbanden: So lässt sich einem Gesetz des Kaisers Valentinian III. aus dem Jahr 440 entnehmen, dass ein regulärer Soldat den Staat jährlich 30 solidi kostete, ein föderierter Krieger hingegen nur fünf. Ursprünglich unterstanden die fremden Söldner dabei römischen Offizieren (comites foederatorum), doch konnte dieses Prinzip im Laufe der Zeit vor allem im Westen faktisch immer seltener eingehalten werden. In den griechischen Quellen werden die foederati entweder direkt mit dem lateinischen Lehnwort als φοιδεράτοι oder aber, öfter, als ὑπόσπονδοι bezeichnet. Dabei wurde der Ausdruck φοιδεράτοι im Griechischen stets als Substantiv verwendet und bezog sich im Ostrom des 5. Jahrhunderts zudem offenbar exklusiv auf gotische Krieger.
Die Loyalität der föderierten Verbände und ihrer Anführer, die meist als rex bezeichnet wurden, war zumeist, aber nicht durchgängig, zuverlässig. Eine notwendige Folge des Foederatenwesens war der Untergang Westroms daher sicher nicht. Allerdings spricht vieles dafür, dass viele foedera als hospitium publicum geschlossen wurden und daher faktisch erloschen bzw. gekündigt werden konnten, sobald der Heermeister bzw. Kaiser, der als römischer „Gastgeber“ fungiert hatte, starb. Im Jahr 395 erhoben sich so die Westgoten unter Alarich, da sich die Römer nach dem Tod von Theodosius I. offenbar nicht mehr an das foedus mit ihnen gebunden gefühlt hatten. Ähnliches wiederholte sich in späteren Jahren. Als das Steueraufkommen im 5. Jahrhundert nach Christus schwand und die militärische Lage Westroms sich verschlechterte, wurde den foederati überdies immer öfter gestattet, auf römischem Territorium zu siedeln, um so ihre Versorgung zu sichern.
Die Anwerbung fränkischer Foederaten in Nordgallien war so von großer Bedeutung für die Entstehung des fränkischen Reichs. Germanische Foederaten aus Mitteldeutschland und Böhmen trugen vielleicht entscheidend zur Entstehung des Stammes der Baiern bei, ebenso wie die Anwerbung föderierter Sachsen durch die römische Verwaltung der Beginn der germanischen Einwanderung auf die britische Hauptinsel war, um in der Folge das Sammelvolk der Angelsachsen zu bilden.

## Foederaten als Rückgrat der Armee
Im 5. Jahrhundert stützte sich das weströmische Militär zunehmend auf Foederaten, da Westrom die Kontrolle über wirtschaftlich wichtige Provinzen verloren ging und die Anwerbung von Foederaten viel billiger war als die Ausrüstung römischer Verbände. Im Jahr 451 wurde Attila auch mit Hilfe von foederati geschlagen (einschließlich der Westgoten und Alanen). Ab dem späten 5. Jahrhundert konnten mit foederati auch gemischte römisch-barbarische Verbände, die regulär besoldet wurden, gemeint sein. Die foederati spielten beim Untergang des Weströmischen Reiches insofern eine Rolle, als ihr germanischer Kommandant Odoaker 476 im Zuge einer Meuterei der Foederaten den (der traditionellen Zählung nach) letzten weströmischen Kaiser Romulus Augustulus absetzte und selbst die Regierung übernahm.
In Ostrom hingegen wurden die Foederaten, vor allem aber die Heermeister, die im Westen im 5. Jahrhundert meist größeren Einfluss als die Kaiser ausübten, weitgehend unter Kontrolle gehalten. Zudem verwischte sich der Unterschied zwischen regulären und föderierten Einheiten zusehends und war um die Mitte des 6. Jahrhunderts nach Aussage des Zeitgenossen Prokopios von Caesarea fast verschwunden, auch wenn man die ursprüngliche Bedeutung der Bezeichnung noch kannte. Zugleich waren die foederati aber offenbar auch damals noch nicht vollständig in die reguläre oströmische Armee integriert, denn ein Gesetz Justinians legte fest, dass φοιδεράτοι nicht von Privatleuten angeheuert werden dürften.

## Archäologisches
Die Archäologie kann zur konkreten Rolle der foederati wegen ihrer schriftlosen Quellenbasis an sich kaum Aussagen treffen, dennoch bringt sie sich in die Diskussion zu wichtigen Aspekten ein. Dabei sind die spätantiken Gräber „barbarischer“ Krieger in den letzten Jahren zum Gegenstand einer Forschungskontroverse geworden. Denn bis weit in die 1990er Jahre hinein ging die große Mehrheit der Archäologen davon aus, von der materiellen Hinterlassenschaft und der Art der Bestattung recht zuverlässig auf die ethnische Identität des Beigesetzten zurückschließen zu können. Dies geschah, indem sie bestimmte Gräberfunde mit Waffenbeigaben im nordöstlichen Frankreich und in Belgien, sowie in England um im Umfeld entlang des Donaulimes bis nach Pannonien als Hinweis auf foederati interpretierten.
Die Reihengräberfriedhöfe sind dabei gekennzeichnet durch die neuartige Grabsitte, den Toten mehr oder weniger Schmuck, Frauenfibeln sowie Waffen wie Schwert, Lanze und Axt ins Grab mitzugeben, worin sie sich von älteren römischen Grabbräuchen gravierend unterscheiden.
Zur Entstehung der Reihengräberkultur und der Deutung ihrer Grabsitte wurde in den 1970er Jahren diskutiert, welche antike Ethnie hier fassbar werde – Laeten, Dediticii, foederati, Gentiles oder germanische Söldner römischer Auxiliarabteilungen in Gallien. Seit den 1980ern schrieb die Forschung im Allgemeinen unter Zuhilfenahme einer sehr weiten Definition die mit Waffen ausgestatteten Gräber grundsätzlich nichtrömischen foederati zu. Die Forschungen konzentrierten sich auf den „unrömischen“ Grabbrauch der Waffenbeigabe und seine Herleitung. Insofern sich in den Funden der frühen Reihengräberkultur eine militärische Elite nachweisen lässt, scheiden Laeten als Träger dieser Grabsitte aus; als Träger dieses Brauchs ließen sich hingegen – so vermutete es 1974 Horst Wolfgang Böhme – freie germanische Krieger, am ehesten gentiles der römischen Föderatenformationen in Gallien, annehmen. Wenigstens für die zweite Hälfte des 5. Jahrhunderts nahm Böhme ausdrücklich „foederierte germanische Kriegerscharen“ – foederati – an. Reiche Grabensemble und die Waffenbeigabe, vor allem mit Schwert, lassen die Bestatteten als Freie sowie als hochrangige Militärführer im Dienste Roms erkennen. Derartige archäologische Funde weist das gesamte Umfeld des Limes von Britannien über Süddeutschland bis nach Pannonien auf.
Eine veränderte Reihengräberkultur, die neben der Beigabensitte durch west-östlich ausgerichtete Bestattung erkennbar wird, setzte im späteren 5. Jahrhundert ein. Sie wurde in der Forschung wiederholt mit dem entstehenden und sich ausbreitenden Merowingerreich in Zusammenhang gebracht. Hingegen würden die süd-nördlich ausgerichteten Gräber mit beigelegten Waffen, die am ehesten mit den foederati verknüpft wurden, noch von einer älteren eigenständigen Reihengräberkultur zeugen.
In den letzten Jahren ist allerdings der methodische Ansatz, von Bestattungssitten und Grabbeigaben auf die Ethnizität eines Individuums zu schließen, vehement kritisiert worden. Zudem wird von der jüngeren archäologischen Forschung mittlerweile immer öfter die Position vertreten, dass sich in den fraglichen Gräbern lediglich Mitglieder einer spätrömischen Militärelite greifen ließen; deren „barbarischer“ Ausrüstungs- und Kleidungsstil (habitus barbarus) bei Römern wie Nichtrömern verbreitet gewesen sei. Trifft dies zu, so würde dies bedeuten, dass in den spätantiken Soldatengräbern nicht notwendigerweise foederati bestattet wurden; die Hypothesen der älteren Forschung, die bestimmte Gräber bestimmten Ethnien bzw. foederati zuweisen zu können glaubte, wären in diesem Fall obsolet.